# گارگانتا لا اولا
گارگانتا لا اولا (به اسپانیایی: Garganta la Olla) یک منطقهٔ مسکونی در اسپانیا است که در استان کاسرس واقع شده‌است. گارگانتا لا اولا ۴۸ کیلومتر مربع مساحت دارد ۵۹۰ متر بالاتر از سطح دریا واقع شده‌است.